# Charlotte Böhler-Mueller
Charlotte El(isabeth) Böhler-Mueller (* 5. April 1924 in Buxheim in Schwaben; † 18. Mai 2023 in Grenzach-Wyhlen) war eine deutsche Autorin, Künstlerin und Journalistin.
Sie erlebte das Dritte Reich als Kind und Jugendliche und war Luftnachrichtenhelferin während des Zweiten Weltkriegs. Diese Erfahrungen spiegeln sich in ihren autobiografischen Werken wider. Nach dem Krieg arbeitete sie als Modezeichnerin. Ab 1960 war sie freie Journalistin und verfasste ab 1980 ca. 30 Bücher über ihr Leben sowie künstlerische Werke.
Außerdem komponierte sie ab den 1950ern Schlager, Chansons, Marschmusik, Suiten und malte mit unterschiedlichen Techniken.